# Xorilbia gracilis
Xorilbia gracilis är en spindeldjursart som först beskrevs av Volker Mahnert 1985.  Xorilbia gracilis ingår i släktet Xorilbia och familjen Ideoroncidae. Inga underarter finns listade i Catalogue of Life.